# جاوتشين ليجال
جاوتشين ليجال (بالفرنسية: Gauchin-Légal)‏ هي بلدية تقع في إقليم باد كاليه من منطقة نور با دو كاليه في شمال فرنسا. تبلغ مساحة هذه المدينة 6.03 (كم²)، وترتفع عن سطح البحر 93 م، يبلغ عدد سكانها 331 نسمة حسب إحصاء المعهد الوطني للإحصاء والدراسات الاقتصادية سنة 2009 م. وترأس Claude Lemaitre البلدية خلال فترة (2008-2014).